# Kanton Luz-Saint-Sauveur
Kanton Luz-Saint-Sauveur (francouzsky Canton de Luz-Saint-Sauveur) je francouzský kanton v departementu Hautes-Pyrénées v regionu Midi-Pyrénées. Tvoří ho 17 obcí.

## Obce kantonu
- Barèges
- Betpouey
- Chèze
- Esquièze-Sère
- Esterre
- Gavarnie
- Gèdre
- Grust
- Luz-Saint-Sauveur
- Saligos
- Sassis
- Sazos
- Sers
- Viella
- Viey
- Viscos
- Vizos